# Jiří Holík mladší
Jiří Holík ml. (* 13. září 1976 Jihlava) je bývalý hokejový útočník, který nastupoval v české extralize za HC Dukla Jihlava. Je synem hokejového útočníka Jiřího Holíka.

## Kariéra
Jihlavský odchovanec dostal příležitost v A-mužstvu poprvé v závěru ročníku 1994/95, kdy nastoupil do dvou utkání. V Jihlavě hrál do roku 1997. Poté působil v nižší lize za klub SK Horácká Slavia Třebíč, ve 2. finské lize za klub UJK, v nižší severoamerické WCHL za Phoenix Mustangs a ve třetí německé lize za 1. EV Weiden. V roce 2000 se vrátil do Jihlavy, za kterou odehrál jeden ročník v první lize. Později působil ještě v rámci hostování ve druhé lize v dresu HC Benátky nad Jizerou či HC Havlíčkův Brod. V sezoně 2003/04 odehrál pár zápasů v Jihomoravském krajském přeboru za tamní klub HHK Velké Meziříčí, hlavní trenér týmu byl jeho otec Jiří Holík.

## Bilance v extralize
| Sezona  | Tým           |        | Z  | G | A | B  | TM |
| ------- | ------------- | ------ | -- | - | - | -- | -- |
| 1994/95 | Dukla Jihlava | 2      | 0  | 1 | 1 | 0  |    |
| 1995/96 | Dukla Jihlava | 30     | 3  | 1 | 4 | 8  |    |
| 1996/97 | Dukla Jihlava | 39     | 2  | 1 | 3 | 10 |    |
| Celkem  | Celkem        | Celkem | 71 | 5 | 3 | 8  | 18 |

## Hráčská kariéra
- 1993/94 HC Dukla Jihlava U18
- 1994/95 HC Dukla Jihlava
- 1995/96 HC Dukla Jihlava
- 1996/97 HC Dukla Jihlava
- 1997/98 SK Horácká Slavia Třebíč (2. liga)
- 1998/99 Phoenix Mustangs (WCHL), UJK (Finsko)
- 1999/00 1. EV Weiden (Německo)
- 2000/01 HC Dukla Jihlava (1. liga)
- 2001/02 HC Benátky nad Jizerou (2. liga)
- 2002/03 HC Benátky nad Jizerou (2. liga)
- 2003/04 HC Havlíčkův Brod (2. liga), HHK Velké Meziříčí (KHP)